# Manzini, Eswatini
Manzini (tên cũ: Bremersdorp, tọa độ: 26°29′0″N 31°22′0″Đ / 26,48333°N 31,36667°Đ) là một thành phố ở Eswatini, đồng thời là thủ phủ của vùng Manzini. Thành phố này là trung tâm đô thị lớn nhất của đất nước, trên cả thủ đô Mbabane, với dân số 110, 000 (2008). Nó được gọi là "Trung tâm" của Eswatini. Vào năm 2008, dân số thành phố là 78.000 người.

## Lịch sử
Một trung tâm thương mại từ khi một điểm giao dịch được mở vào năm 1885, Bremersdorp được chỉ định là một thị trấn vào năm 1898. Arthur Bremer đã bán khách sạn của mình để sử dụng làm chính quyền thuộc địa Anh, người đã quản lý Swaziland từ năm 1894 làm trụ sở hành chính quốc gia của họ, và quy định rằng việc giải quyết sẽ mang tên của ông (dorp là từ tiếng Afrikaans có nghĩa là "thị trấn nhỏ"). Tên này trở lại tên tiếng Swazi ban đầu của nó, Manzini, vào năm 1960.
Thị trấn là một trụ sở thuộc địa của Anh/Boer từ năm 1890, nhưng đã bị phá hủy vào năm 1902 giữa cuộc Chiến tranh Anglo-Boer khi trung tâm hành chính được chuyển đến Mbabane. Tuy nhiên, Bremersdorp sau đó vẫn là trung tâm thương mại, nông nghiệp và giao thông của Swaziland, mang lại cho thị trấn biệt danh "Trung tâm". Kể từ khi bắt đầu vào những năm 1920, Triển lãm Nông nghiệp (tên sau này được đổi thành Hội chợ Thương mại Quốc tế Swaziland) là sự kiện thường niên lớn nhất và được tham dự nhiều nhất của đất nước.
Manzini được tuyên bố là một thành phố vào năm 1994, khi bộ máy hành chính của nó, Hội đồng thị trấn Manzini, trở thành Hội đồng thành phố Manzini.

## Địa lý
Khu dân cư tỏa ra từ Khu trung tâm thương mại. Ở phía tây của thành phố trên đường cao tốc đến Mbabane là thị trấn KaKhoza, một khu phố nghèo với sự xuất hiện của một khu định cư không chính thức. Phía bắc trung tâm thành phố bên ngoài Hội chợ thương mại quốc tế Mavuso (khai trương năm 2004) dọc theo một con đường vòng (mở năm 1994, được xây dựng lại năm 2004 để khai mạc Hội chợ thương mại Mavuso). Cho đến những năm 1960, các chủ doanh nghiệp Swazi đã sử dụng người châu Âu làm mặt trận để vận hành "Nhà ăn bản địa" và các cơ sở khác.

### Khí hậu
Manzini có khí hậu cận nhiệt đới ẩm (Köppen: Cfa) với mùa hè nóng, mưa nhiều và mùa đông ôn hòa, khô.
| Dữ liệu khí hậu của Manzini             | Dữ liệu khí hậu của Manzini | Dữ liệu khí hậu của Manzini | Dữ liệu khí hậu của Manzini | Dữ liệu khí hậu của Manzini | Dữ liệu khí hậu của Manzini | Dữ liệu khí hậu của Manzini | Dữ liệu khí hậu của Manzini | Dữ liệu khí hậu của Manzini | Dữ liệu khí hậu của Manzini | Dữ liệu khí hậu của Manzini | Dữ liệu khí hậu của Manzini | Dữ liệu khí hậu của Manzini | Dữ liệu khí hậu của Manzini |
| Tháng                                   | 1                           | 2                           | 3                           | 4                           | 5                           | 6                           | 7                           | 8                           | 9                           | 10                          | 11                          | 12                          | Năm                         |
| --------------------------------------- | --------------------------- | --------------------------- | --------------------------- | --------------------------- | --------------------------- | --------------------------- | --------------------------- | --------------------------- | --------------------------- | --------------------------- | --------------------------- | --------------------------- | --------------------------- |
| Trung bình ngày tối đa °C (°F)          | 28.2 (82.8)                 | 28.1 (82.6)                 | 27.3 (81.1)                 | 26.0 (78.8)                 | 24.0 (75.2)                 | 22.2 (72.0)                 | 22.0 (71.6)                 | 23.6 (74.5)                 | 25.3 (77.5)                 | 26.4 (79.5)                 | 26.8 (80.2)                 | 27.9 (82.2)                 | 25.6 (78.2)                 |
| Trung bình ngày °C (°F)                 | 23.0 (73.4)                 | 23.0 (73.4)                 | 22.1 (71.8)                 | 20.1 (68.2)                 | 17.2 (63.0)                 | 15.0 (59.0)                 | 14.6 (58.3)                 | 16.6 (61.9)                 | 18.7 (65.7)                 | 20.5 (68.9)                 | 21.5 (70.7)                 | 22.6 (72.7)                 | 19.6 (67.3)                 |
| Tối thiểu trung bình ngày °C (°F)       | 17.9 (64.2)                 | 17.9 (64.2)                 | 16.9 (62.4)                 | 14.3 (57.7)                 | 10.5 (50.9)                 | 7.8 (46.0)                  | 7.3 (45.1)                  | 9.6 (49.3)                  | 12.2 (54.0)                 | 14.7 (58.5)                 | 16.2 (61.2)                 | 17.3 (63.1)                 | 13.6 (56.4)                 |
| Lượng Giáng thủy trung bình mm (inches) | 145 (5.7)                   | 133 (5.2)                   | 100 (3.9)                   | 54 (2.1)                    | 26 (1.0)                    | 15 (0.6)                    | 15 (0.6)                    | 19 (0.7)                    | 45 (1.8)                    | 84 (3.3)                    | 119 (4.7)                   | 126 (5.0)                   | 881 (34.6)                  |
| Nguồn: Climate-Data.org                 |                             |                             |                             |                             |                             |                             |                             |                             |                             |                             |                             |                             |                             |

## Giao thông
Khai trương vào những năm 1970, Sân bay Quốc tế Matsapha, sân bay thương mại duy nhất của Swaziland, nằm cách đó 10 km. về phía tây. Kể từ năm 2014, Matsapha đóng cửa, và Sân bay Quốc tế Vua Mswati III, cách 56,9 km về phía đông, là sân bay quốc tế mới.

## Giáo dục
Manzini là nhà của một trường trung học Nazarene, nơi có dàn hợp xướng trường học thành công.

## Radio
Có một đài phát thanh Cơ đốc gọi là Tiếng nói của Giáo hội có trụ sở tại thành phố. Nó được thành lập vào năm 1995 và sau đó có một máy phát radio.

## Thành phố kết nghĩa
Manzini kết nghĩa với:
- Keighley, Vương quốc Anh
- Ramales de la Victoria, Tây Ban Nha